# Międzynarodowy Konkurs Pianistyczny w Leeds
Międzynarodowy Konkurs Pianistyczny w Leeds (Leeds International Piano Competition, często potocznie The Leeds) – konkurs pianistyczny odbywający się co trzy lata od 1963. Jego założycielkami były Marion Stein, wówczas księżna Harewood, oraz Fanny Waterman, która była dyrektorem artystycznym i przewodniczącą jury konkursu. Przesłuchania konkursowe odbywają się w Wielkiej Sali Uniwersytetu Leeds oraz w miejskim ratuszu. 
Laureatami konkursu byli m.in. Radu Lupu, Andras Schiff i Murray Perahia. Start w konkursie przyczynił się także do popularności Piotra Anderszewskiego. 
Wśród polskich jurorów znalazła się m.in. Halina Czerny-Stefańska (1972, 1987).

## Laureaci konkursu
| Laureaci |      |                      |                                     |                              |                              |                                   |                                   |
| Edycja   | Rok  | I miejsce            | II miejsce                          | III miejsce                  | IV miejsce                   | V miejsce                         | VI miejsce                        |
| I        | 1963 | Michael Roll         | Władimir Krajniew                   | Sébastien Risler             | Armenta Adams                | Nie przyznano                     | Nie przyznano                     |
| II       | 1966 | Rafael Orozco        | Wiktoria Postnikowa Siemion Kruczin | Aleksiej Nasiedkin           | Jean-Rodolphe Kars           | Nie przyznano                     | Nie przyznano                     |
| III      | 1969 | Radu Lupu            | Georges Pludermacher                | Arthur Moreira Lima          | Boris Pietruszanski          | Anne Queffélec                    | Nie przyznano                     |
| IV       | 1972 | Murray Perahia       | Craig Sheppard                      | Eugen Indjic                 | Nie przyznano                | Nie przyznano                     | Nie przyznano                     |
| V        | 1975 | Dmitrij Aleksiejew   | Mitsuko Uchida                      | András Schiff Pascal Devoyon | András Schiff Pascal Devoyon | Michael Houstoun Myung-Whun Chung | Michael Houstoun Myung-Whun Chung |
| VI       | 1978 | Michel Dalberto      | Diana Kacso                         | Lydia Artymiw                | Ian Hobson                   | Kathryn Stott                     | Etsuko Terada                     |
| VII      | 1981 | Ian Hobson           | Wolfgang Manz                       | Bernard d'Ascoli             | Daniel Blumenthal            | Christopher O'Riley               | Peter Donohoe                     |
| VIII     | 1984 | Jon Kimura Parker    | Suh Ju-hee                          | Junko Otake                  | Louis Lortie                 | Sara Davis Buechner               | Emma Tachmizjan                   |
| IX       | 1987 | Władimir Owczinnikow | Ian Munro                           | Noriko Ogawa                 | Boris Bieriezowski           | Hugh Tinney                       | Marcantonio Barone                |
| X        | 1990 | Artur Pizarro        | Lars Vogt                           | Eric le Sage                 | Balázs Szokolay              | Paik Hae-sun                      | Andriej Żełtonog                  |
| XI       | 1993 | Ricardo Castro       | Leon McCawley                       | Mark Anderson                | Filippo Gamba                | Maksim Filippow                   | Margarita Szewczenko              |
| XII      | 1996 | Ilia Itin            | Roberto Cominati                    | Aleksandar Madžar            | Chen Sa                      | Armen Babakhanian                 | Ekaterina Apekisheva              |
| XIII     | 2000 | Alessio Bax          | Davide Franceschetti                | Severin von Eckardstein      | Cristiano Burato             | Ashley Wass                       | Tatiana Kolesowa                  |
| XIV      | 2003 | Antti Siirala        | Evgenia Rubinova                    | Yuma Osaki                   | Ihor Czetujew                | Chiao Ying-chang                  | Sodi Braide                       |
| XV       | 2006 | Kim Sun-wook         | Andrew Brownell                     | Denis Kożuchin               | Song Siheng                  | Kim Sung-hoon                     | Grace Fong                        |
| XVI      | 2009 | Sofia Gulak          | Aleksiej Gorłacz                    | Alessandro Taverna           | David Kadouch                | Rachel Wai-ching Cheung           | Kong Jianing                      |
| XVII     | 2012 | Federico Colli       | Louis Schwizgebel-Wang              | Sun Jiayan                   | Andrejs Osokins              | Andrew Tyson                      | Jayson Gillham                    |
| XVIII    | 2015 | Anna Cybulewa        | Kim Hee-jae                         | Witalij Pisarenko            | Drew Petersen                | Tomoki Kitamura                   | Wei Yun                           |
| XIX      | 2018 | Eric Lu              | Mario Häring                        | Wang Xinyuan                 | Nie przyznano                | Nie przyznano                     | Nie przyznano                     |
| XX       | 2021 | Alim Beisembajew     | Kaito Kobayashi                     | Ariel Lanyi                  | Dmytro Czoni                 | Thomas Kelly                      | Nie przyznano                     |
| XXI      | 2024 | Jaeden Izik-Dzurko   | Chen Junyan                         | Lương Khănh Nhi              | Chang Kai-min                | Julian Trevelyan                  | Nie przyznano                     |